# 양말산
양말산(-山) 대한민국 서울특별시 여의도 국회의사당 자리에 위치하였던 산이다. 과거에는 양마산(羊馬山)이라고도 불리었으며, 이 곳에 목장을 만들어 양(羊)과 말[馬]을 길렀기 때문에 '양마산' 또는 '양말산'이라는 이름을 갖게 되었다. 이 산의 높이는 해발고도 약 190m였다. 현재는 이 산을 깎은 터에 국회의사당이 위치해 있다.